# Eremophila granitica
Eremophila granitica är en flenörtsväxtart som beskrevs av Spencer Le Marchant Moore. Eremophila granitica ingår i släktet Eremophila och familjen flenörtsväxter. Inga underarter finns listade i Catalogue of Life.